# جورجي بيريغوفوي
جورجي تيموفيفيتش بيريغوفوي هو رائد فضاء سوفيتي قاد مهمة الفضاء سويوز 3 عام 1968.
ترأس مركز يوري جاجارين لتدريب رواد الفضاء للفترة من 1972 إلى 1987.